# Fredrik Johan Cederschiöld
Fredrik Johan Cederschiöld, född den 25 mars 1774 på Lidboholm i Sjösås socken i Kronobergs län, död den 4 april 1846 i Lund, var en svensk filosof, universitetslärare och präst.
Fredrik Johan Cederschiöld var son till Staffan Casper Cederschiöld (yngre grenen av adelsätten Cederschiöld) som var kvartermästare vid Adelsfanan, och dennes hustru Anna Plantina Laurell, samt bror till Pehr Gustaf Cederschiöld.
Cederschiöld blev student vid Lunds universitet 1793, filosofie magister 1796, docent i teoretisk filosofi 1800, adjunkt i teoretisk och praktisk filosofi 1803 samt lektor i historia och moralfilosofi vid Växjö gymnasium 1807. Under åren 1808-41 var han professor i moralfilosofi i Lund och 1811-12 och 1824-25 universitetets rektor. Han prästvigdes 1821 och fungerade från samma år som kyrkoherde i Hardeberga och Sandeby prebendepastorat, 1824 förflyttad till Lackalänga och Stävie prebende.
De viktigaste av hans skrifter är Allmän inledning till apriorisk eller rationell pligtlära (1821) och Menniskors aprioriska pligtlära (1828-29).
Hans hustru Eleonora Fredrika var dotter till domaren i Högsta domstolen Carl Fredrik Widegren och dennes hustru Christina Maria Rosenblad.